# Wołżskaja
Wołżskaja (ros. Волжская) – stacja moskiewskiego metra linii Lublinsko-Dmitrowskiej (kod 156). Przez rok pełniła funkcję stacji końcowej linii. Wyjścia prowadzą na ulice Krasnodonskaja, Szkulewa, Wołżskij Bulwar (od którego zaczerpnięto nazwę stacji) i szpitala nr 68.

## Konstrukcja i wystrój
Jednopoziomowa, jednonawowa stacja metra z jednym peronem.
Ściany nad torami pokryto emaliowanym aluminium z białymi wtrąceniami u góry i czerwonymi na dole. Podłogi wyłożono czerwonym granitem. Na peronach ustawiono nietypowe ławki i lampy oświetleniowe. Stacja powstała jako pierwsza w nowej metodzie konstrukcji polegającej na oparciu monolitycznych elementów stropu na gotowych ścianach szczelinowych, co skróciło czas budowy i zmniejszyło koszty. Naziemne i podziemne obiekty stacji budowanych tym sposobem stanowią jedną całość.